# 1940 en Alberta
Chronologie de l'Alberta
- 1936
- 1937
- 1938
- 1939
- 1940
- 1941
- 1942
- 1943
- 1944

Cette page concerne des événements qui se sont produits durant l'année 1940 dans la province canadienne de l'Alberta.

## Politique
- Premier ministre : William Aberhart du Crédit social
- Chef de l'Opposition :
- Lieutenant-gouverneur : John Campbell Bowen
- Législature :

## Événements
- 21 mars : élection générale albertaine. William Aberhart (crédit social) est réélu premier ministre de l'Alberta.